# 哈卡爾
哈卡爾（發音[ˈhauːkʰadl̥]；或）是一種起源自冰島的發酵鯊魚肉食品，亦為冰島人在冬季節慶裡會採用的傳統料理，其帶有強烈、類似氨的刺激氣味。

## 製作方法

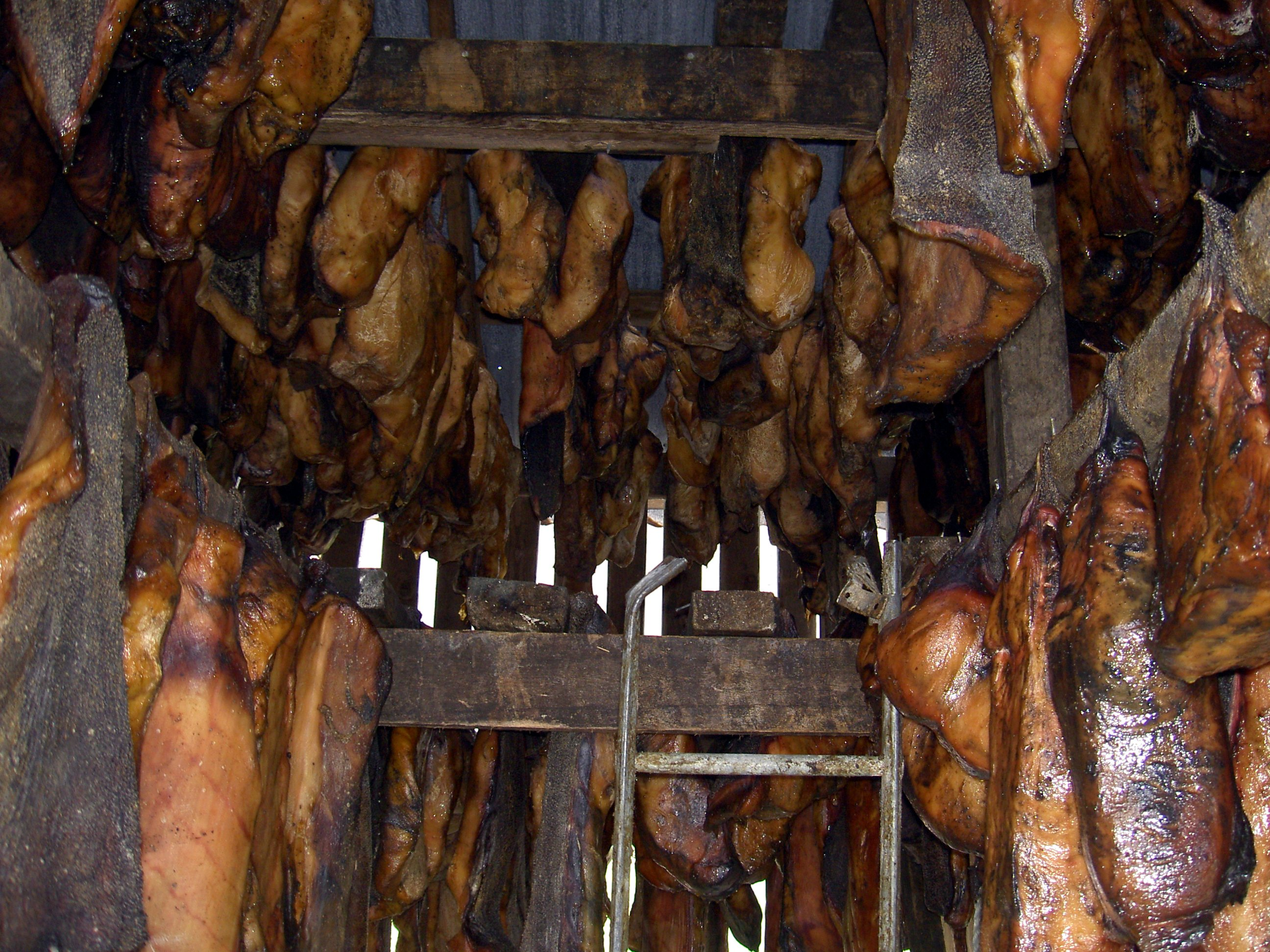
一處掛滿著發酵鯊魚肉的晾乾場所

主要製作方法是將小頭睡鯊身上的肉切下、之後經由四至五個月時間的發酵及晾乾處理所完成。會採用發酵的方法原因是新鮮的小頭睡鯊肉塊裡帶有著大量的尿素、或三甲胺氧化物，而若讓肉塊擺著發酵腐敗便能慢慢清除該成份；以較適宜食用。
傳統發酵方法一般採用在佈滿礫石的海灘上挖個淺洞，之後將去頭切身後的睡鯊放置在淺洞後，用大量的小石頭給蓋起來，讓被石頭壓著的睡鯊肉慢慢將身上殘留的汁液擠出。而現今較現代的方法則有改將鯊魚肉放置具排水功能的塑膠容器裡發酵。
在等待6到12週時間後便會將先前埋在海灘上的鯊魚肉挖出來，之後放在專門處理的地方裡晾乾。而在晾乾的過程中鯊魚肉會在外表產生棕色的痕跡，這些棕色的外皮會在晾乾處理過程結束後切除。

## 食用
在冰島有將哈卡爾分為帶著淺紅色、較有嚼勁的品種；以及以鯊魚腹部一帶肉塊製成、外型較白的。而冰島也多採用將哈卡爾切成小型正方塊來插著吃。

## 反應
美國主廚兼作家安東尼·波登曾食用過哈卡爾後表示著「這是我所嚐過味道最恐怖的東西了」。而另一英國主廚戈登·拉姆齊在節目《The F Word》上挑戰過試吃發酵鯊魚肉，之後全吐了出來。
在旅遊生活頻道節目《古怪食物》第2季中，主持人安德魯·席莫嘗試哈卡爾時表示著「這氣味是我這輩子遇過最糟的事了」以及「味道嚐起來不像聞起來那麼可怕，不過確實不太適合一些初次想挑戰奇怪食物的人」。另探索頻道節目《河中巨怪》主持人傑瑞米·韋德試吃時則表示「我的喉嚨好像燒起來了」。